# Герцогенрат
Герцогенрат (нім. Herzogenrath) — місто в Німеччині, знаходиться в землі Північний Рейн-Вестфалія. Підпорядковується адміністративному округу Кельн. Входить до складу району Аахен.
Площа — 33,401 км2. Населення становить 46 225 ос. (станом на 31 грудня 2020).